# Stazione di Milano Porta Vittoria (1911)
Stazione di Milano Porta Vittoria 2004-ben bezárt vasútállomás Olaszországban, Lombardia régióban, Milánó településen.

## Vasútvonalak
Az állomást az alábbi vasútvonalak érintették:

## Kapcsolódó állomások
A vasútállomáshoz az alábbi állomások vannak a legközelebb: